# Angelo Capodicasa
Angelo Capodicasa (Joppolo Giancaxio, 9 de setembre de 1949) és un polític italià. Llicenciat en filosofia i lletres, va militar en el Partit Comunista Italià i fou secretari a Agrigent de la Federació Juvenil Comunista Italiana. Fou elegit diputat a l'Assemblea Regional Siciliana a les eleccions regionals de Sicília de 1986, 1991, 1996 i 2001. Del 1991 al 1995 fou secretari regional del Partit Democràtic d'Esquerra i el 1998-2000 fou el primer president sicilià provinent d'un partit d'esquerres.
Durant el seu mandat planteja una pregunta sobre els fons reservats que els seus predecessors havien gastat. Per aquests fets el maig de 2009 el Tribunal Suprem confirmà la condemna de tres anys de presó i inhabilitació perpètua per exercir càrrecs públics contra els ex-presidents regionals Giuseppe Drago i Giuseppe Provenzano.
El 2005 fou escollit secretari regional de Demòcrates d'Esquerres i a les eleccions legislatives italianes de 2006 fou elegit diputat per Sicília. Fou nomenat viceministre d'infraestructures. A les eleccions de 2008 fou elegit diputat pel Partit Democratic.